# انتخابات الرئاسة البوركينابية 2010
انتخابات الرئاسة البوركينابية 2010 هي الانتخابات الرئاسية التي جرت في 2010، في بوركينا فاسو، فاز بالانتخابات بليز كومباوري.